# CAVIN3
CAVIN3 (англ. Caveolae associated protein 3) – білок, який кодується однойменним геном, розташованим у людей на 11-й хромосомі. Довжина поліпептидного ланцюга білка становить 261 амінокислот, а молекулярна маса — 27 701.
| 10         |  | 20         |  | 30         |  | 40         |  | 50         |
| ---------- |  | ---------- |  | ---------- |  | ---------- |  | ---------- |
| MRESALERGP |  | VPEAPAGGPV |  | HAVTVVTLLE |  | KLASMLETLR |  | ERQGGLARRQ |
| GGLAGSVRRI |  | QSGLGALSRS |  | HDTTSNTLAQ |  | LLAKAERVSS |  | HANAAQERAV |
| RRAAQVQRLE |  | ANHGLLVARG |  | KLHVLLFKEE |  | GEVPASAFQK |  | APEPLGPADQ |
| SELGPEQLEA |  | EVGESSDEEP |  | VESRAQRLRR |  | TGLQKVQSLR |  | RALSGRKGPA |
| APPPTPVKPP |  | RLGPGRSAEA |  | QPEAQPALEP |  | TLEPEPPQDT |  | EEDPGRPGAA |
| EEALLQMESV |  | A          |  |            |  |            |  |            |

A: Аланін

D: Аспарагінова кислота

E: Глутамінова кислота

F: Фенілаланін

G: Гліцин

H: Гістидин

I: Ізолейцин

K: Лізин

L: Лейцин

M: Метіонін

N: Аспарагін

P: Пролін

Q: Глутамін

R: Аргінін

S: Серин

T: Треонін

Кодований геном білок за функцією належить до фосфопротеїнів. 
Задіяний у такому біологічному процесі, як біологічні ритми. 
Локалізований у цитоплазмі, мембрані.